# Johannes von Heppenheim genannt vom Saal

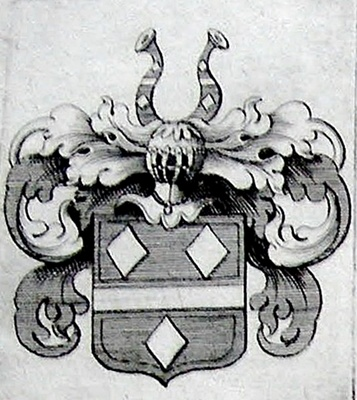
Familienwappen Heppenheim, genannt vom Saal

Johannes von Heppenheim genannt vom Saal (* um 1502; † 23. Mai 1555) war ein adeliger Domherr im Bistum Speyer und im Bistum Worms.

## Herkunft und Familie
Er entstammte dem Uradelsgeschlecht der Herren von Heppenheim genannt vom Saal und war der Sohn des Anton von Heppenheim genannt vom Saal und seiner Gattin Katharina von Oberstein. Sein Bruder Andreas († 1568) fungierte als Domherr in Worms, die Schwester Barbara († 1567) als Äbtissin des Klosters Rosenthal. Ihr Grabstein mit Ganzrelief ist in der Klosterruine erhalten. Der Speyerer Generalvikar Johannes Brenner von Löwenstein († 1537) war sein Cousin.
In der Wallfahrtskirche Dieburg existiert ein wertvoller Epitaphaltar für seine Nichte Anna Maria von Heppenheim genannt vom Saal († 1576) und ihren Gatten Philipp Ulner von Dieburg († 1595), Großhofmeister des Kurfürsten von Mainz. Im Wormser Dom befindet sich ein künstlerisch wertvolles Epitaph des Neffen Eberhard von Heppenheim genannt vom Saal († 1559), mit seiner knienden Vollfigur.

## Leben

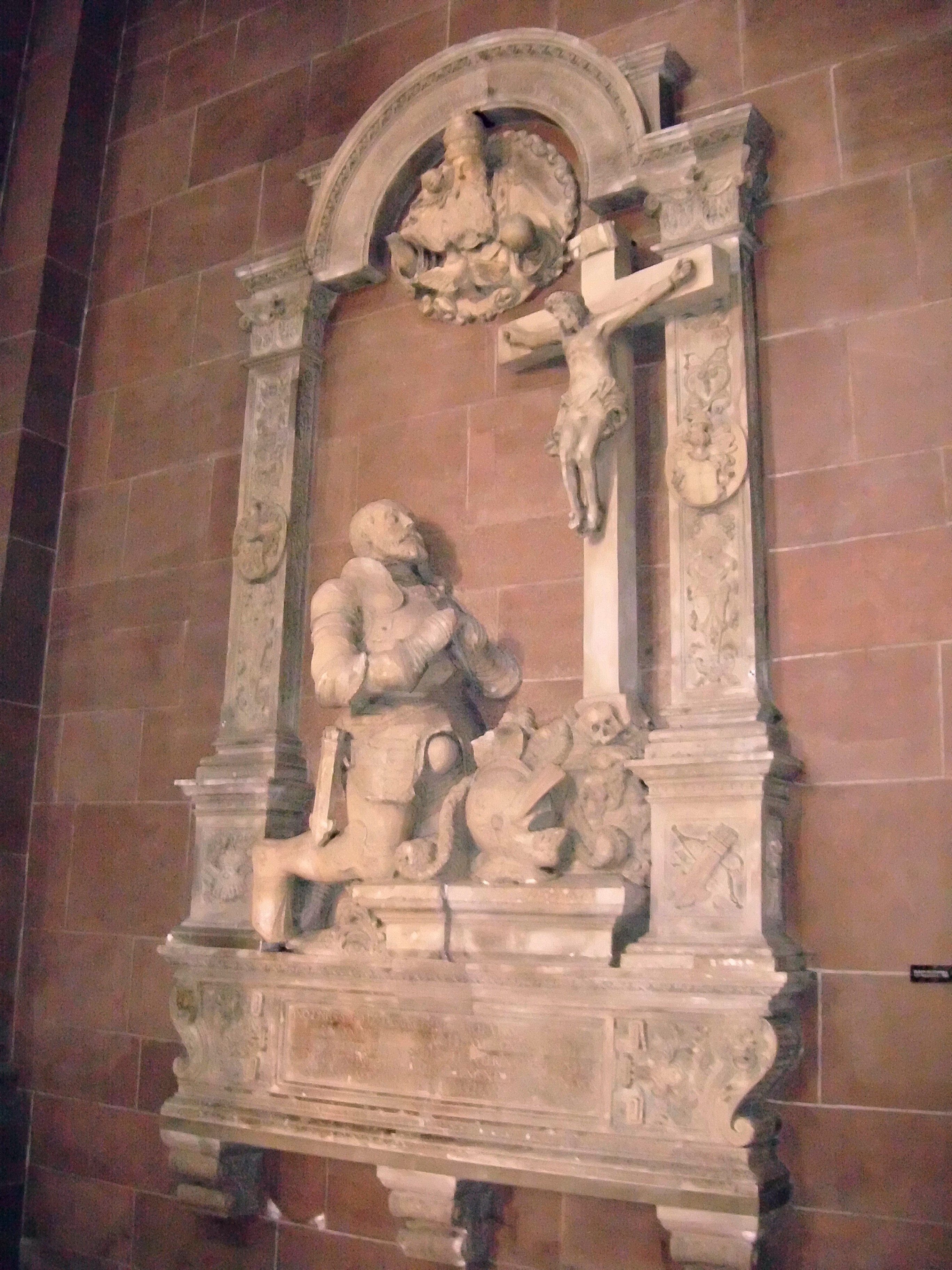
Grabmal des Neffen Eberhard von Heppenheim genannt vom Saal († 1559), im Wormser Dom

Johannes von Heppenheim genannt vom Saal  ließ sich als Kanoniker aus Selz am 13. September 1519 an der Universität Heidelberg immatrikulieren.
Am 18. Januar 1529 wurde er ins Speyerer Domkapitel aufgenommen, am 24. November 1535 wählte man ihn einstimmig zum dortigen Domdekan. Er war auch Domherr in Worms. Als Kaiser Karl V. im Januar 1541 Speyer besuchte, bestimmte man ihn, zusammen mit weiteren Domherren, den Monarchen zu begrüßen und ihm ein Geschenk zu überreichen. Johannes von Heppenheim genannt vom Saal hatte herausragenden Anteil an der 1546 erfolgten Vereinigung des Stiftes Weißenburg mit dem Fürstbistum Speyer.
Er starb im Mai 1555 und wurde im (nicht mehr existenten) Kreuzgang des Speyerer Domes beigesetzt. Seine Grabinschrift gab 52 Jahre als Lebensalter an.